# RFL Championship 1933-34
El Championship de 1933-34 fue la 39.º edición del torneo de rugby league más importante de Inglaterra.

## Formato
Los equipos se enfrentaron en formato de todos contra todos, los primeros cuatro equipos clasificaron a postemporada.
Se otorgaron 2 puntos por cada victoria, 1 por el empate y 0 por la derrota.

## Desarrollo

### Tabla de posiciones
| Pos. | Equipo               | Encuentros | Encuentros | Encuentros | Encuentros | Tantos | Tantos | Puntos |
| Pos. | Equipo               | PJ         | PG         | PE         | PP         | F      | C      | Puntos |
| ---- | -------------------- | ---------- | ---------- | ---------- | ---------- | ------ | ------ | ------ |
| 1    | Salford Red Devils   | 38         | 31         | 1          | 6          | 715    | 281    | 63     |
| 2    | Wigan Warriors       | 38         | 26         | 0          | 12         | 739    | 334    | 52     |
| 3    | Leeds Rhinos         | 38         | 26         | 0          | 12         | 597    | 376    | 52     |
| 4    | Halifax RLFC         | 38         | 26         | 0          | 12         | 457    | 340    | 52     |
| 5    | York FC              | 38         | 24         | 1          | 13         | 481    | 370    | 49     |
| 6    | Hunslet FC           | 38         | 23         | 1          | 14         | 608    | 441    | 47     |
| 7    | Widnes Vikings       | 38         | 21         | 4          | 13         | 393    | 324    | 46     |
| 8    | Warrington Wolves    | 38         | 22         | 1          | 15         | 508    | 370    | 45     |
| 9    | Swinton Lions        | 38         | 22         | 1          | 15         | 418    | 322    | 45     |
| 10   | Hull FC              | 38         | 21         | 3          | 14         | 553    | 438    | 45     |
| 11   | Keighley Cougars     | 38         | 22         | 1          | 15         | 429    | 367    | 45     |
| 12   | Huddersfield Giants  | 38         | 20         | 1          | 17         | 500    | 330    | 41     |
| 13   | St Helens RFC        | 38         | 20         | 0          | 18         | 550    | 500    | 40     |
| 14   | Liverpool Stanley    | 38         | 20         | 0          | 18         | 509    | 489    | 40     |
| 15   | Oldham RLFC          | 38         | 17         | 3          | 18         | 400    | 520    | 37     |
| 16   | Castleford Tigers    | 38         | 17         | 1          | 20         | 476    | 468    | 35     |
| 17   | Rochdale Hornets     | 38         | 17         | 0          | 21         | 442    | 524    | 34     |
| 18   | St Helens Recs       | 38         | 16         | 1          | 21         | 455    | 477    | 33     |
| 19   | Hull Kingston Rovers | 38         | 16         | 1          | 21         | 444    | 482    | 33     |
| 20   | Batley Bulldogs      | 38         | 16         | 1          | 21         | 390    | 436    | 33     |
| 21   | Leigh Centurions     | 38         | 15         | 2          | 21         | 479    | 537    | 32     |
| 22   | Wakefield Trinity    | 38         | 15         | 2          | 21         | 332    | 404    | 32     |
| 23   | Broughton Rangers    | 38         | 15         | 1          | 22         | 415    | 495    | 31     |
| 24   | Barrow Raiders       | 38         | 15         | 0          | 23         | 375    | 464    | 30     |
| 25   | Dewsbury Rams        | 38         | 12         | 1          | 25         | 313    | 587    | 25     |
| 26   | Bramley RLFC         | 38         | 11         | 1          | 26         | 367    | 790    | 23     |
| 27   | Bradford Northern    | 38         | 8          | 0          | 30         | 337    | 714    | 16     |
| 28   | Featherstone Rovers  | 38         | 4          | 0          | 34         | 232    | 734    | 8      |

|  | Clasificados a postemporada. |

### Postemporada

#### Semifinal
| 21 de abril de 1934 | Salford Red Devils | 28 - 3 | Halifax RLFC |  |  |

| 21 de abril de 1934 | Wigan Warriors | 14 - 10 | Leeds Rhinos |  |  |

#### Final
| 28 de abril de 1934 | Wigan Warriors | 15 - 3 | Salford Red Devils | Wilderspool, Warrington |  |

| Bandera de Inglaterra  |
| Campeón Wigan Warriors |
| Cuarto título          |